# Поляков, Виктор Тимофеевич
Виктор Тимофеевич Поляков (родился 23 марта 1954 года в Балте) — генерал-лейтенант ВС СССР и ВС РФ, действующий начальник Московского суворовского военного училища с 2017 года; кандидат военных наук, доцент. В прошлом — начальник Московского высшего военного командного училища (2006—2010) и Общевойсковой академии ВС РФ (2010—2014).

## Биография
Окончил в 1976 году Киевское высшее танковое инженерное училище. Проходил до 1980 года службу в ГСВГ на посту командира взвода специальных работ, роты по ремонту бронетанковой техники (оба — в составе отдельного ремонтно-восстановительного батальона), в 1980—1981 годах — заместитель командира мотострелкового батальона по технической части в составе мотострелковой дивизии ГСВГ.
Окончил в 1983 году инженерный факультет Военной академии бронетанковых войск имени маршала Советского Союза Р.Я. Малиновского. После окончания академии служил в Дальневосточном военном округе на посту заместителя командира мотострелкового полка по вооружению до 1987 года. В 1987—1991 годах — заместитель командира мотострелковой дивизии по вооружению в Дальневосточном военном округе. В 1991—1994 годах — начальник штаба вооружения армии, в 1994—1996 годах — заместитель командующего армией по вооружению.
Окончил в 1998 году командный факультет Военной академии Генерального штаба ВС РФ, по его окончании назначен заместителем командующего миротворческими силами в Таджикистане по вооружению. В 1999—2006 годах — заместитель начальника Общевойсковой академии ВС РФ по учебной работе.
В октябре 2006 года был назначен начальником Московского высшего военного командного училища. В 2010—2014 годах — начальник Общевойсковой академии ВС РФ. В 2017 году назначен начальником Московского суворовского военного училища.
Женат. Есть двое сыновей.

## Награды
- Орден «За военные заслуги»
- Орден Почёта[3][2]
- Орден «За службу Родине в Вооружённых Силах СССР» III степени[5]
- Медали:[2]
  - Медаль «В память 850-летия Москвы»[5]
  - Медаль «60 лет Вооружённых Сил СССР»[5]
  - Медаль «70 лет Вооружённых Сил СССР»[5]
  - Медаль «200 лет Министерству обороны»[5]
  - Медаль «За укрепление боевого содружества»[5]
  - Медаль «За безупречную службу» I, II и III степеней[5]

## Научные работы
- Поляков В. Т., Емельянов А. П., Ермаков Ю. В. Система подготовки командного состава вооружённых сил Великобритании // Военный академический журнал. — 2015. — № 3 (7). — С. 132—140.